# Nickel Boys
Nickel Boys (bra: O Reformatório Nickel) é um longa-metragem de drama histórico americano de 2024 dirigido por RaMell Ross, que coescreveu o roteiro junto a Joslyn Barnes tendo como base o romance homônimo de Colson Whitehead. Estrelado por Ethan Herisse e Brandon Wilson, ao lado de Hamish Linklater, Fred Hechinger, Daveed Diggs e Aunjanue Ellis-Taylor, a história segue dois rapazes afro-americanos, Elwood e Turner, que são enviados a um reformatório abusivo na Flórida dos anos 1960. O filme é inspirado na Dozier School for Boys, um reformatório da Flórida agora fechado, notório por seu tratamento abusivo aos alunos.
As filmagens — quase inteiramente compostas pela perspectiva da primeira pessoa — ocorreram na Luisiana ao final de 2022. O filme estreou no 51º Festival de Cinema de Telluride em 30 de agosto de 2024 e teve um lançamento limitado nos cinemas pela Amazon MGM Studios em 13 de dezembro de 2024. Nomeado um dos 10 melhores filmes de 2024 pelo American Film Institute, foi muito elogiado pela crítica, recebendo indicações para Melhor Filme e Melhor Roteiro Adaptado no 97º Oscar, Melhor Filme — Drama no 82º Globo de Ouro e cinco indicações no 30º Critics' Choice Awards, incluindo Melhor Filme.

## Enredo
Em 1962, na era Jim Crow, Tallahassee, Flórida, o jovem afro-americano Elwood Curtis parece destinado a grandes feitos na sala de aula. Seu professor negro o encoraja a pensar por si mesmo, rejeitando a visão enviesada da história dos livros didáticos do Sul. No entanto, Elwood é criado por sua avó amorosa, que se preocupa que a sociedade branca irá retaliar contra ele se ele participar do crescente Movimento pelos Direitos Civis.
Um dia, Elwood é aceito em um programa de estudo acelerado gratuito em uma HBCU. Enquanto pegava carona para o campus, ele é pego por um homem dirigindo um carro roubado. A polícia pega o homem e condena Elwood por ser seu cúmplice. Como Elwood é menor de idade, ele é enviado para a Nickel Academy, uma escola de reforma.
Nickel é segregado internamente; os alunos brancos desfrutam de acomodações confortáveis e atenção pessoal da equipe, enquanto os alunos negros são alojados em instalações precárias e a escola faz pouca tentativa de educá-los. Embora os alunos negros sejam informados de que podem ser liberados por bom comportamento, na prática eles não podem sair até completarem dezoito anos, pois a escola ganha dinheiro contratando-os como mão de obra de presidiários. Além disso, está implícito que alguns alunos são abusados sexualmente.
Elwood cria laços com Turner, outro aluno quieto. No entanto, enquanto Elwood é inspirado pelos ideais não violentos e democráticos do Movimento dos Direitos Civis, Turner é cínico, espera apenas maus-tratos da sociedade e pede que Elwood mantenha a cabeça baixa. Elwood é intimidado e espancado por outro aluno, mas os administradores não o ajudam: em vez disso, eles espancam selvagemente os dois alunos. A avó de Elwood economiza e economiza para contratar um advogado para apelar de sua condenação, mas o advogado foge com seu dinheiro, devastando Elwood. Um administrador escolar branco que aposta na luta anual de boxe entre negros e brancos de Nickel executa silenciosamente um aluno negro que se recusou ou esqueceu de dar um mergulho.
Em flashforwards, o adulto Elwood vive na cidade de Nova York, onde administra seu próprio negócio de mudanças. Ele não parece estar em contato com Turner. Ele fica muito abalado depois de saber que muitas sepulturas sem identificação foram descobertas no antigo campus da Nickel. Evidências forenses revelam que a maioria dos alunos mortos eram negros.
Na década de 1960, Elwood, farto de seus maus-tratos, escreve uma denúncia e convence um relutante Turner a entregá-la a um inspetor do governo. No entanto, nada acontece, e os administradores retaliam torturando Elwood na caixa de suor da escola. Turner descobre que a escola planeja matar Elwood. Para evitar isso, Turner e Elwood fogem da escola juntos. No entanto, sem um carro, eles são rapidamente pegos. Turner escapa para a floresta, mas Elwood ainda está exausto de sua provação na caixa de suor e não consegue acompanhá-lo. Ele é baleado e morto.
Uma montagem mostra que Turner chegou em segurança a Tallahassee, onde entregou a notícia da morte de Elwood à sua avó. Ele então se mudou para o norte e assumiu o nome de Elwood. Ele se casa, constrói uma vida estável e tenta honrar o legado de Elwood abraçando alguns de seus ideais. Quando o governo começa a investigar a escola, Turner decide testemunhar sobre suas experiências.

## Elenco
- Ethan Herisse como Elwood, um garoto que é enviado para um reformatório após ser injustamente condenado por ajudar a roubar um carro
  - Ethan Cole Sharp como o jovem Elwood
  - Daveed Diggs como o adulto Elwood, um empresário da cidade de Nova York
- Brandon Wilson como Turner, amigo de Elwood na Nickel Academy
- Aunjanue Ellis-Taylor como Hattie, avó de Elwood
- Hamish Linklater como Spencer, o administrador branco corrupto da Nickel Academy
- Fred Hechinger como Harper, um funcionário da escola que ajuda a supervisionar o programa de trabalho dos condenados de Nickel
- Jimmie Fails como Sr. Hill, o encorajador professor do ensino médio de Elwood

## Produção
A adaptação do romance de Colson Whitehead de 2019, O Reformatório Nickel, para um longa-metragem foi relatada em outubro de 2022. RaMell Ross assinou para dirigir, tornando-se sua estreia na direção de um longa-metragem narrativo. Joslyn Barnes coescreveu e produziu e Whitehead atuou como produtor executivo. Aunjanue Ellis-Taylor, Ethan Herisse, Fred Hechinger, Hamish Linklater e Brandon Wilson foram escalados para os papéis principais.
Com um orçamento de produção de US$ 23,2 milhões, a fotografia principal ocorreu na Louisiana de outubro a dezembro de 2022. Os locais de filmagem foram em LaPlace, Nova Orleans, Hammond e Ponchatoula. O prédio de escritórios do promotor público de Lafourche Parish foi usado como local de filmagem em Thibodaux no início de dezembro.
Em uma abordagem cinematográfica única para que os espectadores vejam o enredo se desenrolar diretamente através dos olhos dos dois protagonistas, o filme foi filmado na perspectiva do ponto de vista da primeira pessoa com uma proporção de aspecto de 1,33:1. Ross explicou esse processo em uma entrevista:
"O filme é concebido como tudo one-ers. Em uma cena, filmamos tudo da perspectiva de Elwood, e então tudo da de Turner — um da primeira hora, e então o outro da segunda. Muito raramente filmamos as duas perspectivas em uma cena, no entanto, por causa da maneira como foi escrita e roteirizada. Nós nem sempre vamos e voltamos. Então é filmado como um filme tradicional, exceto que o outro personagem não está lá. Eles são apenas solicitados a olhar para um ponto específico na câmera. Normalmente, o outro ator está atrás da câmera, lendo as falas e sendo o suporte para fazer a outra pessoa sentir que está realmente envolvida com algo relativamente real. Como todos eles são one-ers, no entanto, a coreografia é bem difícil".

## Lançamento
O Reformatório Nickel teve sua estreia mundial no 51º Festival de Cinema de Telluride em 30 de agosto de 2024. Foi o filme de abertura do 62º Festival de Cinema de Nova York no Alice Tully Hall em 27 de setembro de 2024.
O filme foi originalmente programado para ter um lançamento limitado nos cinemas na cidade de Nova York em 25 de outubro de 2024 e em Los Angeles em 1º de novembro, antes de ser transmitido no Prime Video em uma data não especificada. No entanto, o lançamento do filme foi adiado, com o filme agora estreando na cidade de Nova York em 13 de dezembro e em Los Angeles em 20 de dezembro; O Amazon MGM Studios também está preparando cópias em filme de 35 mm para o lançamento atualizado. Foi lançado pela Curzon Film no Reino Unido em 3 de janeiro de 2025.